# Cusima
Cusima (対馬; Hepburn: Tsushima) szigetcsoport Japán és Dél-Korea között a Koreai-szorosban, mely Japán fennhatósága alá tartozik. A szigetcsoport mintegy 100 kisebb szigetből áll, a két nagyobb sziget, Kami (上島, Kamidzsima) és Simo (下島, Simodzsima) 1671-ig, az Ófunakosiszeto (大船越瀬戸; Hepburn: Ōfunakoshiseto) csatorna építéséig egy sziget voltak.
A sziget erőteljesen erdős terület, a fakitermelés jelentős a gazdasága szempontjából. Kevés termőfölddel rendelkezik, melyen siitake gombát, kölest, szójababot és hajdinát termesztenek.
Történelmi szempontból Cusima jelentős szerepet töltött be a koreai–japán kapcsolatokban, amellett, hogy számtalanszor volt kalózok célpontja, a diplomáciai kapcsolatokban is fontos szerepe volt. A szigetek közelében vívták az orosz–japán háború döntő ütközetét 1905. május 27. és május 28. között, amely az orosz balti flotta megsemmisítésével ért véget.[forrás?]